# Selenops nigromaculatus
Selenops nigromaculatus is een spinnensoort in de taxonomische indeling van de Selenopidae.
Het dier behoort tot het geslacht Selenops. De wetenschappelijke naam van de soort werd voor het eerst geldig gepubliceerd in 1880 door Eugen von Keyserling.
Het dier is alleen met zekerheid waargenomen in Mexico.